# ایوان سانچز (بازیکن فوتبال)
ایوان سانچز (انگلیسی: Iván Sánchez؛ زادهٔ ۲۳ سپتامبر ۱۹۹۲) بازیکن فوتبال اهل اسپانیا است که به عنوان وینگر راست برای باشگاه فوتبال سپاهان در لیگ برتر خلیج فارس بازی می‌کند.
از باشگاه‌هایی که در آن بازی کرده‌است می‌توان به الچه، اتلتیکو مادرید بی، آلمریا و سپاهان اشاره کرد.